# Ferdinand Pauwels
Ferdinand Wilhelm Pauwels (Ekeren, 13 april 1830 – Dresden, 26 maart 1904) was een Belgisch kunstschilder, bekend voor zijn genrestukken en historische scènes. Hij was voornamelijk werkzaam in Duitsland.

## Levensloop
Ferdinand Pauwels studeerde aan de Antwerpse Academie van 1842 tot 1850, voornamelijk bij Gustaaf Wappers en Nicaise De Keyser, waar hij uitgroeide tot een eminente colorist. Tot zijn eerste werken behoren de doeken "Samenkomst van Boudewijn I met zijn dochter Johanna" (1851), gevolgd door "Coriolanus voor Rome" (1852). Met dit laatste werk bekwam hij in 1852 de Prijs van Rome. Hierdoor verbleef hij vier jaar in Italië.
Na een kort oponthoud in Dresden, vertrok hij naar Antwerpen. Uit die periode dateren de doeken "de weduwe van Jacob van Artevelde" (1857) (Koninklijk Museum voor Schone Kunsten van België, Brussel), "Rispa wakend over de lijken van haar twee zonen" (1857) (districtshuis Ekeren), "De bannelingen van de hertog van Alva" (1861) en "de roeping van de heilige Clara".
Van 1862 tot 1872 was hij professor in de historieschilderkunst aan de Kunstschule in Weimar, die twee jaar voordien opgericht was door groothertog Carl-Alexander von Sachsen-Weimar-Eisenach. Deze groothertog wilde Weimar uitbouwen tot een centrum van kunstonderricht. Ferdinand Pauwels gaf hier een degelijke opleiding aan veel leerlingen, o.a. Leon Pohle (1841-1908) en Max Liebermann (1847-1935) . In die vruchtbare periode schilderde hij ook zeven wandschilderijen over het leven van Luther in de burcht Wartburg in Eisenach. Hij werd opgevolgd door eveneens een Vlaming, Karel Verlat.
Na een kort verblijf in België keerde hij in 1876 terug naar Duitsland waar hij leraar en later directeur werd aan de Kunstacademie van Dresden. Hij gaf hier opleiding o.a. aan Ludwig von Hofmann (1861-1945), Osmar Schindler (1867-1927). Hugo Kempter (1855- ?), Friedrich Paul Thumann, (1834-1908), Johann Vincenz Cissarz (1873-1942) en Oskar Zwintscher (1870-1916). In die periode schilderde hij ook zes historische wandschilderijen in de aula van de "Fürstenschule" van Meissen.
Tussen 1870 en 1881 realiseerde hij zijn belangrijkste werk, namelijk elf muurschilderijen in het stadhuis en de lakenhalle van Ieper, een cyclus van twaalf schilderijen die begonnen was door Charles de Groux. Deze werken werden vernield tijdens de Eerste Wereldoorlog. In het jaar 2000 kocht de gemeenteraad van Ieper zes schilderijen van Ferdinand Pauwels voor het stedelijk museum voor een bedrag van 3.250.000 BEF (ongeveer 80.565 €)
Ferdinand Pauwels bekwam de gouden medaille van de "Berliner Ausstellung".
Hij werd in 1930 vereerd met een gedenksteen in het Hof van Veltwijck in Ekeren. Er werd ook een straatnaam in Ekeren naar hem vernoemd.
Veel van zijn werken kan men terugvinden in musea van Antwerpen, Brussel, Luik (Maison des Etudiants), Dresden, Eisenach (Wartburg), Meissen, Leipzig, München, Königsberg en Washington.

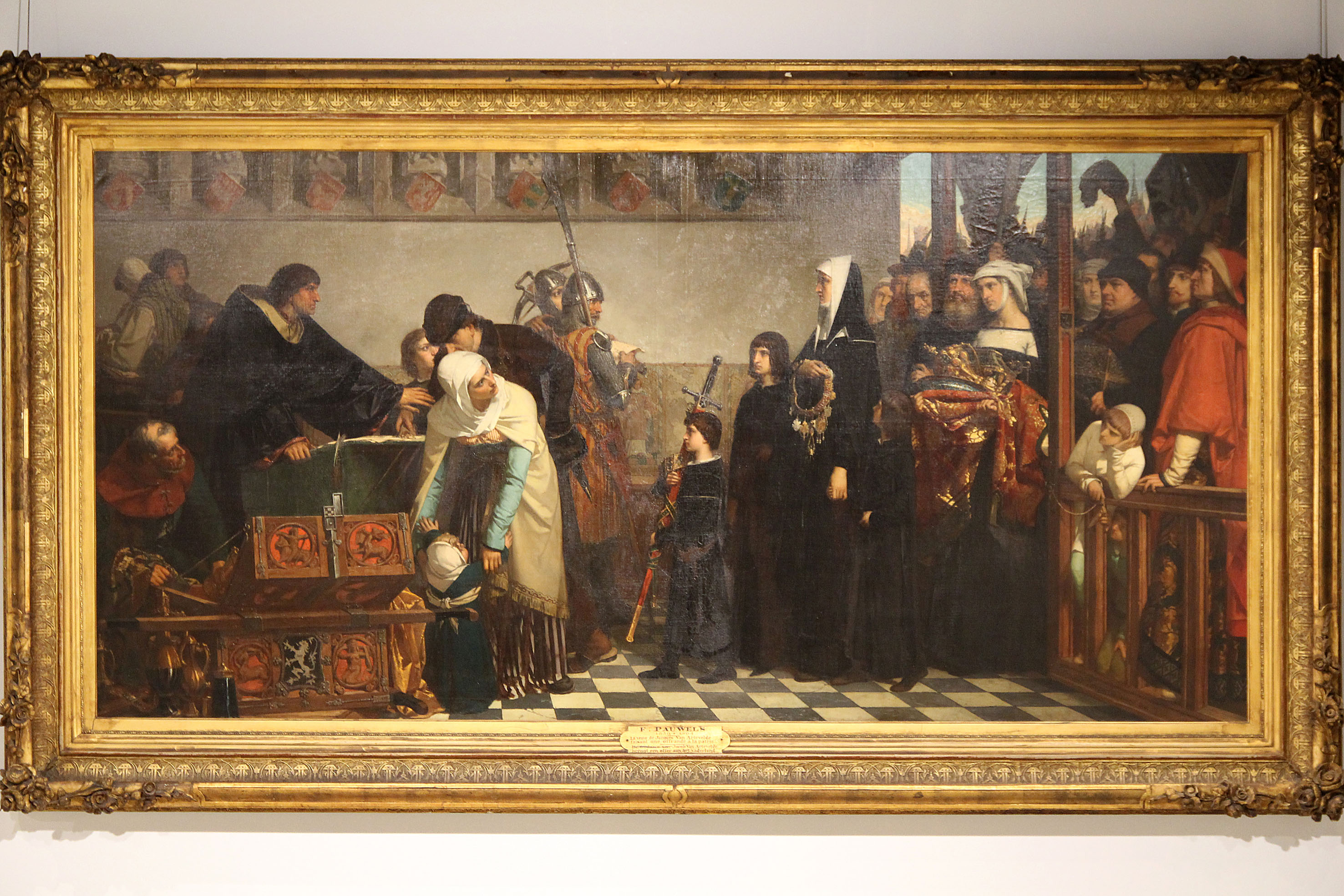
De weduwe van Jacob van Artevelde
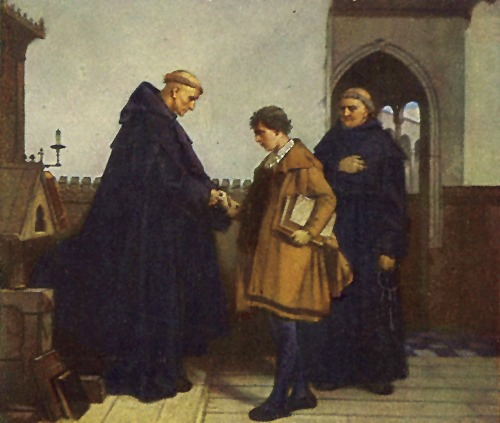
Luther gaat het klooster in
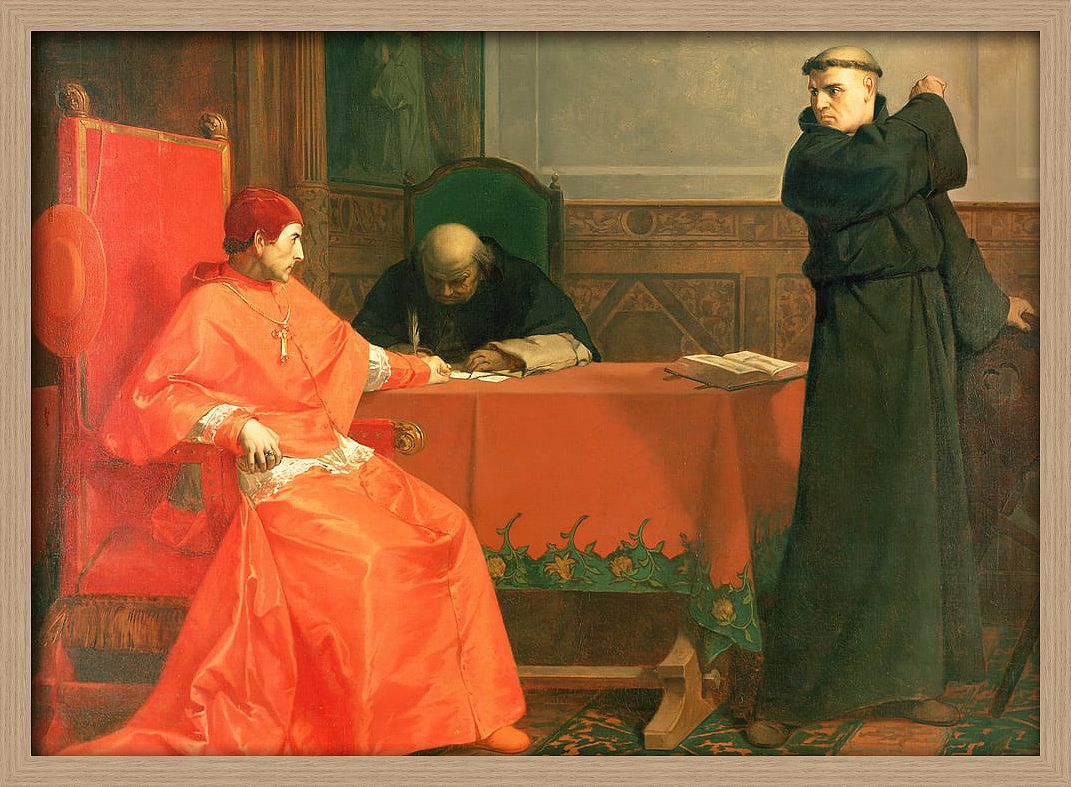
Luther en Thomas Cajetanus
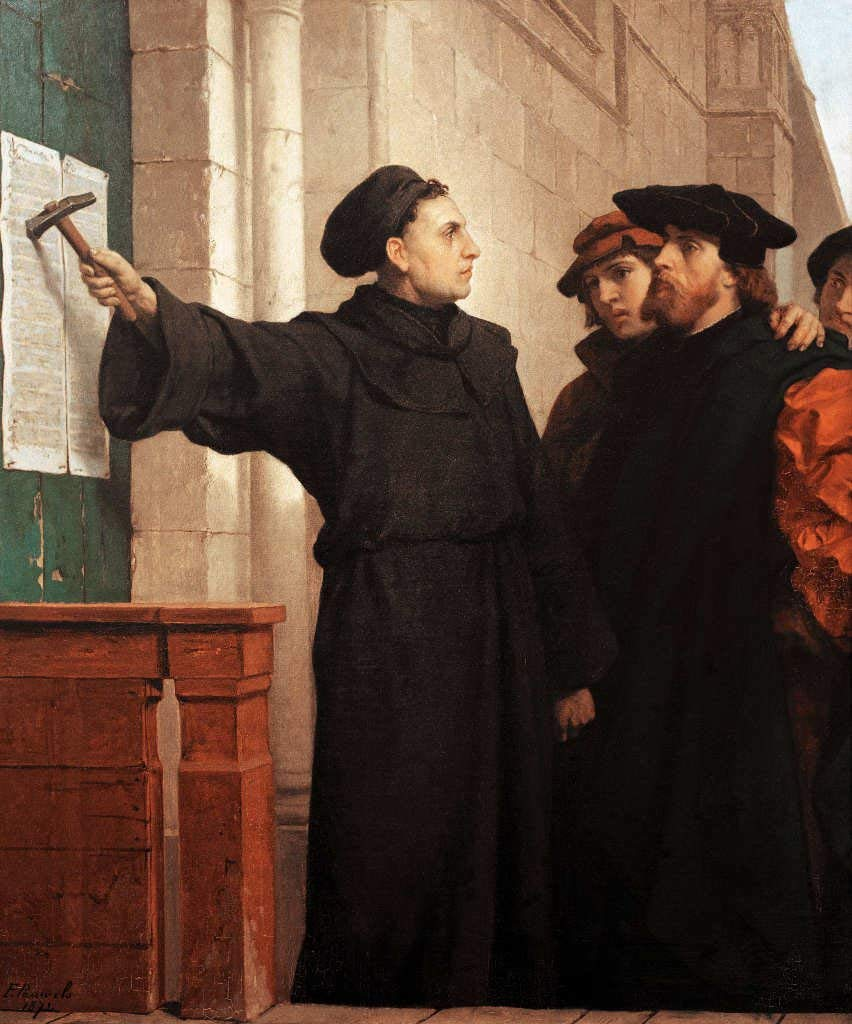
Luther spijkert zijn stellingen vast